# Kramerius (digitální knihovna)
Kramerius je open-source softwarové řešení pro zpřístupnění digitálních dokumentů využívané v knihovnách. Systém je pojmenován na počest Václava Matěje Krameria (1753–1808), spisovatele, překladatele a zakladatele novodobé české žurnalistiky a prvního ryze českého nakladatelství.

## Historie
Systém Kramerius svým názvem navazuje na dřívější aktivity knihoven v oblasti záchrany bohemikálních dokumentů ohrožených degradací kyselého papíru, zejména periodik vydaných od poloviny 19. století do 90. let 20. století. V rámci projektu Kramerius, koordinovaného Národní knihovnou ČR, probíhalo ochranné reformátování dokumentů ohrožených kyselostí papíru nejprve mikrofilmováním, od konce 90. let začala souběžně také digitalizace z mikrofilmů a přímá digitalizace z fyzických předloh.
Od roku 2000 je Národní program mikrofilmování a digitálního zpřístupňování dokumentů ohrožených degradací kyselého papíru – Kramerius finančně podporován Ministerstvem kultury v rámci dotačního programu VISK (Veřejné informační služby knihoven). Program slouží ke koordinaci a financování digitalizace knihovních fondů v evidovaných knihovnách. V roce 2003 byla v rámci programu vyvinuta stejnojmenná open-source digitální knihovna, která přinesla nástroj pro uživatelsky přívětivé zpřístupnění narůstajícího objemu digitálních dat, do té doby poskytovaných knihovnami zejména lokálně prostřednictvím CD-ROM.
K rozhodnutí o vývoji nového systému přispěly problémy se stávajícím softwarem používaným Národní knihovnou ČR, který uživatelům prostřednictvím internetu poskytoval data přímo z archivního úložiště a vystavoval tak cenná archivní data riziku hackerských útoků. Hlavním impulsem pak byly povodně v roce 2002, během nichž bylo poničeno velké množství historických publikací a ve svém důsledku tak přispěly k významné akceleraci digitalizačních aktivit v paměťových institucích.

## Verze aplikace Kramerius

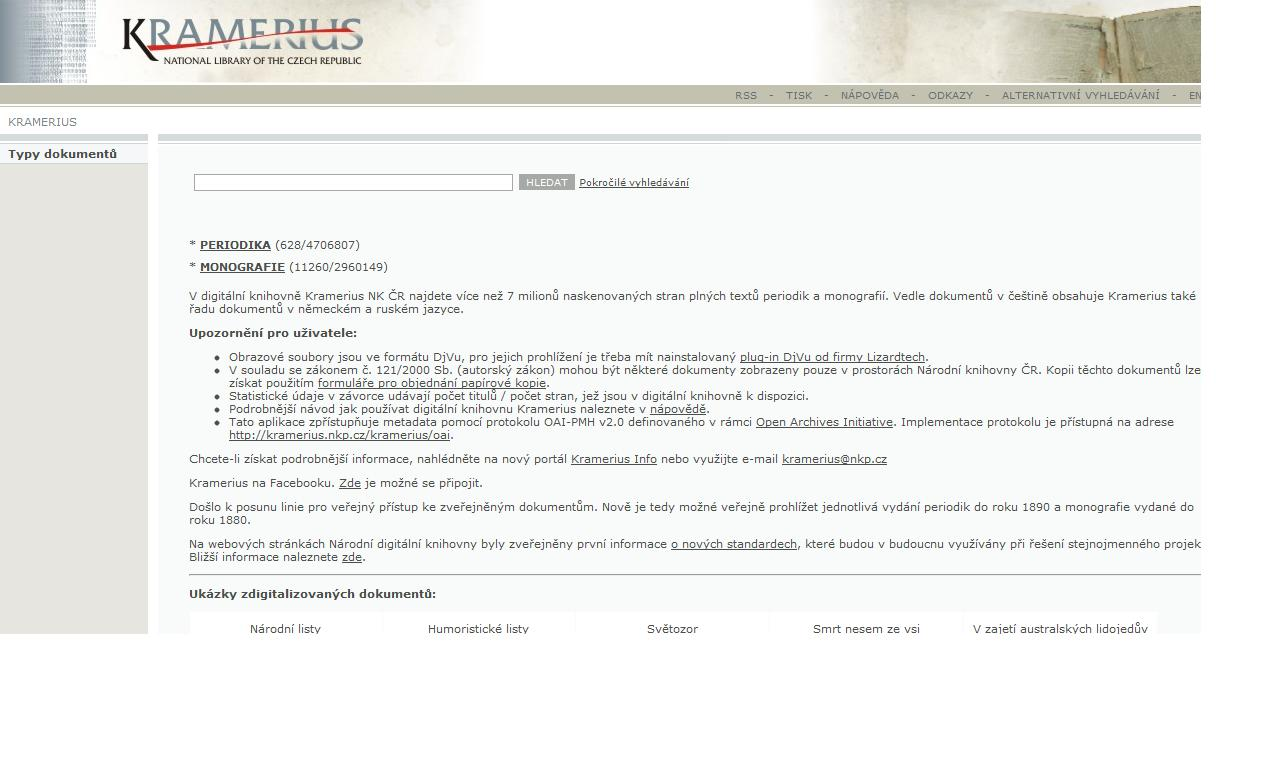
Kramerius 3 NK ČR v roce 2010

Na vývoji systému Kramerius se na počátku podílela především Národní knihovna ČR ve spolupráci s firmou Qbizm. Knihovna Akademie věd ČR se podílela na definici funkčních požadavků a dále se postupně zapojovala do financování projektu a významně také do jeho vývoje, jehož se v roce 2008 stala hlavním koordinátorem. Později se do vývoje připojily další instituce, například Moravská zemská knihovna v Brně a Vědecká knihovna v Olomouci.
První verze systému, označovaná jako Kramerius 3, byla vyvíjena v letech 2003 až 2007. V roce 2008 bylo rozhodnuto o přípravě nové verze digitální knihovny, využívající nově pro ukládání dat repozitář Fedora. V roce 2009 byla jako dodavatel technického řešení vysoutěžena firma INCAD, první verze systému Kramerius 4 byla představena v roce 2010. Nová verze aplikace přinesla nové uživatelské rozhraní, při jehož vývoji byl kladen důraz zejména na pokročilé možnosti vyhledávání. Oproti dříve preferovanému formátu DjVu, k jehož prohlížení je potřeba využít speciální plugin, pracuje Kramerius od verze 4 v uživatelském rozhraní již s uživatelsky dostupnějším formátem JPG.
Další verze digitální knihovny, Kramerius 5, byla představena v roce 2015. Přinesla opět (volitelnou) změnu uživatelského rozhraní a zároveň API pro možnost využití alternativních uživatelských rozhraní, využívané např. mobilní aplikací Kramerius. V roce 2018 byla vydána nová oficiální verze webového klienta, označovaná jako Kramerius 6. Aktuálně nejnovější Kramerius 7 byl vydán na konci roku 2021. Zatím poslední verze aplikace přináší pro běžné uživatele méně viditelné změny zejména na straně technologie úložiště, optimalizace indexace a efektivnějšího vyhledávání nebo rozšíření možností tvorby virtuálních sbírek dokumentů.

## Současnost

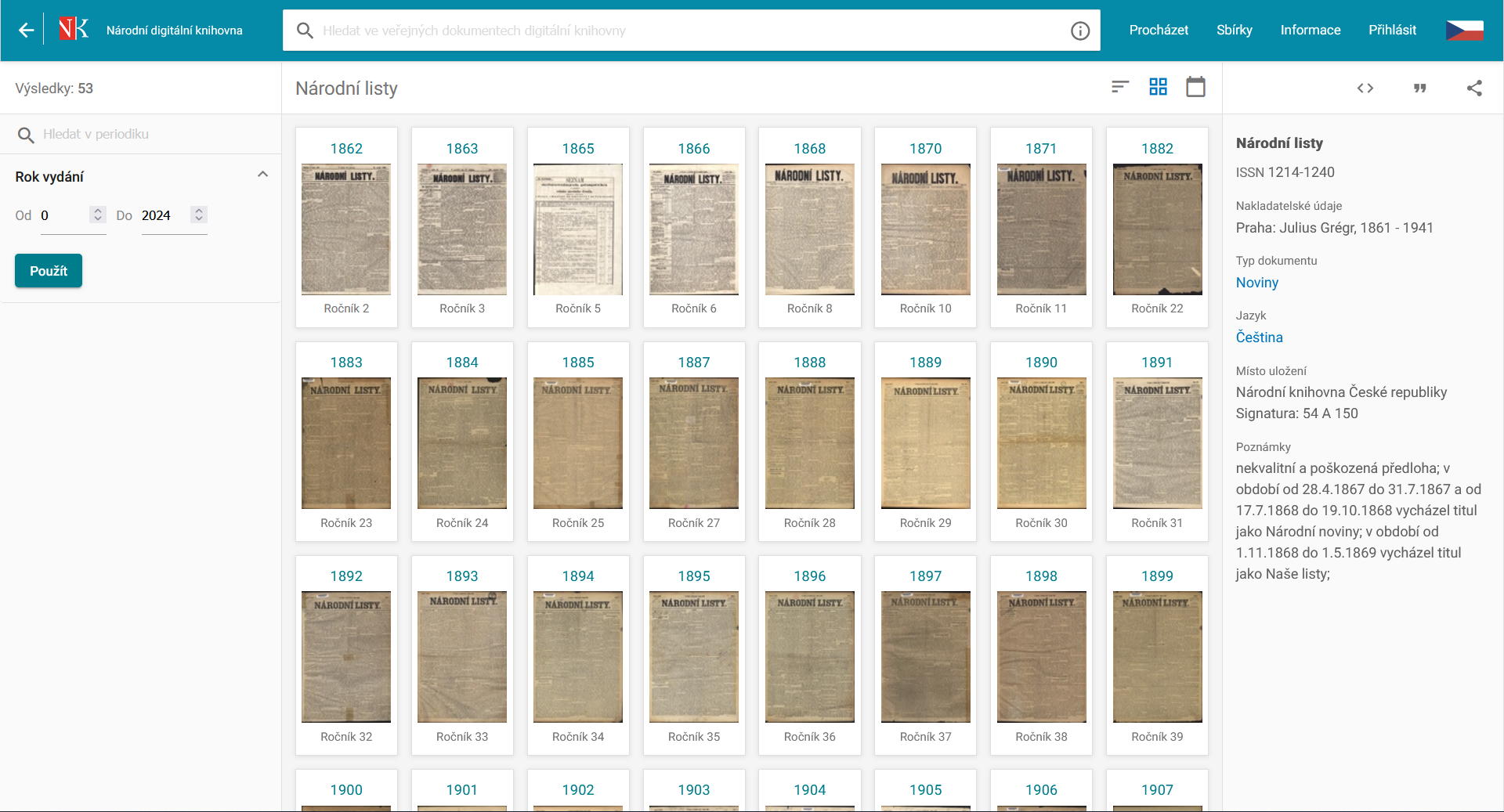
Národní digitální knihovna v uživatelském rozhraní Kramerius 6

V současné době je v České republice provozováno okolo 50 instalací Krameria v různých verzích. Vedle českých knihoven a dalších typů paměťových institucí je systém využíván také v zahraničí, např. na Slovensku pro projekt Digitálna knižnica a digitálny archív (DIKDA), německým projektem Digitální fórum pro střední a východní Evropu (DiFMOE) nebo mezinárodním evropským projektem EODOPEN.
Pro potřeby koordinace digitalizace mezi českými knihovnami provozuje Národní knihovna ČR webovou aplikaci Registr digitalizace, vyvinutý ve spolupráci s Knihovnou Akademie věd ČR. V aplikaci jsou institucemi evidovány publikace, u nichž digitalizace byla provedena, probíhá nebo se plánuje. Pro uživatele hledajícího digitalizovaný dokument může Registr sloužit jako rozcestník do konkrétní digitální knihovny, která dokument digitalizovala.
Velký počet instalací Krameria a nutnost všechny prohledávat, vedlo k potřebě vytvořit národní agregátor digitálních knihoven Česká digitální knihovna. Ten by měl zajistit vyhledávání v dokumentech obsažených v digitálních knihovnách provozovaných jednotlivými knihovnami v České republice. Cílem je zajištění přístupu k digitálním dokumentům v knihovnách z jednoho místa. V současné době jsou v České digitální knihovně k dispozici data z Národní knihovny ČR, Moravské zemské knihovny v Brně, Knihovny Akademie věd ČR, Studijní a vědecké knihovny v Hradci Králové, Knihovny Antonína Švehly, Národního filmového archivu a Krajské knihovny v Pardubicích. Paralelně se vyvíjí i jednotné uživatelské rozhraní Krameria provozované pod názvem Digitální knihovna Moravskou zemskou knihovnou v Brně s přechodem do 35 instancí Krameria, mezi nimiž je možno jednotlivě přepínat. Oproti České digitální knihovně nenabízí Digitální knihovna jednotný index a tedy ani možnost prohledávání napříč zapojenými digitálními knihovnami.

## Autorský zákon a Kramerius
Dokumenty prezentované prostřednictvím systému Kramerius mohou být zpřístupňovány v souladu s autorským zákonem v několika různých režimech.

### Volné dokumenty
Zcela volně je možné zpřístupňovat zejména dokumenty, u nichž uplynula lhůta 70 let od úmrtí posledního ze spoluautorů (včetně např. překladatele nebo ilustrátora) a zároveň uplynulo 50 let od vydání, dále úřední díla, nebo díla, k nimž držitel práv příslušné knihovně udělil licenci pro plné zpřístupnění. V případě, že není úmrtí relevantních nositelů práv k dílu známo, uplatňuje se zpravidla v digitálních knihovnách tzv. vyvratitelná domněnka, že u děl vydaných před 110 a více lety majetková práva uplynula. Volné dokumenty je možné v digitálních knihovnách stahovat ve formě jednotlivých stran zpravidla v plném rozlišení, k dispozici je také možnost generování PDF v požadovaném rozsahu stran.

#### Zpřístupnění obálek a obsahů dle § 37 odst. 4 autorského zákona
V rámci tzv. knihovní licence mohou knihovny, archivy, muzea, školská zařízení a další obdobné instituce využívat a za účelem nabízení obsahu svých sbírek zpřístupňovat veřejnosti digitalizované obálky a tematické obsahy děl. Podmínkou je zamezení zhotovení rozmnoženiny díla, tedy jeho stahování. V některých digitálních knihovnách je proto možné tyto typy stran prohlížet (nikoliv stahovat) bez nutnosti přihlášení.

### Díla nedostupná na trhu
V části, zejména větších, instancí digitálních knihoven Kramerius je dostupná možnost získat po přihlášení (účtem knihovny nebo univerzity) přístup k tzv. dílům nedostupným na trhu. Jedná se o autorsky chráněná slovesná díla, ktera byla vydána na území ČR, jsou nedostupná v běžné obchodní síti, byla vydána před více než 20 lety (monografie), resp. 10 lety (periodika) a jsou zařazena na tzv. Seznam děl nedostupných na trhu provozovaný Národní knihovnou ČR. Díla splňující tyto podmínky je na základě licenční smlouvy mezi Národní knihovnou ČR a kolektivními správci DILIA a OOA-S, možné s určitými omezeními zpřístupňovat uživatelům na území ČR online. K hlavním omezením patří podmínka přihlášení účtem některé ze zapojených knihoven a znemožnění pořizování digitální a tiskové kopie dokumentů.

### Autorsky chráněná díla bez možnosti vzdáleného přístupu
Zpřístupnění autorsky chráněných dokumentů, které nesplňují podmínku pro zpřístupnění v režimu děl nedostupných na trhu je možné pouze v budovách knihoven, které mají dokument ve své digitální knihovně a vlastní nebo prokazatelně vlastnily původní předlohy digitalizace. Digitální kopie děl s autorskoprávní ochranou je možné v rozhraní digitální knihovny vyhledat a zobrazit v podobě náhledu, není však možné získat čitelnou podobu dokumentu. Zájemce o text si může konkrétní vyhledané dokumenty vypůjčit v knihovně (dostupnost vyhledat např. v Souborném katalogu ČR), nebo požádat o službu dodání dokumentu (např. Virtuální polytechnická knihovna).

## Seznam digitálních knihoven Kramerius dle institucí
Celkem je v České republice, na Slovensku a v Německu v současné době v provozu okolo 50 digitálních knihoven Kramerius různé velikosti. Instance Krameria, provozované českými knihovnami, jsou postupně sklízeny a zapojovány do jednotného rozhraní České digitální knihovny (ČDK), která umožňuje prohledat jejich obsah z jednoho přístupového bodu. Současně vedle zapojování do ČDK postupně roste také počet knihoven, které umožňují vzdálený přístup k tzv. dílům nedostupným na trhu (DNNT) pro uživatele přihlášené knihovním nebo univerzitním účtem.
| Instituce / digitální knihovna                          | Stát          | Přibližný počet stran v květnu 2024 | Přibližný počet stran v květnu 2024 | Přibližný počet stran v květnu 2024 | v ČDK |
| Instituce / digitální knihovna                          | Stát          | celkem                              | veřejných                           | DNNT                                | v ČDK |
| ------------------------------------------------------- | ------------- | ----------------------------------- | ----------------------------------- | ----------------------------------- | ----- |
| Česká digitální knihovna                                | Česko         | 139262924                           | 24299346                            | 82628660                            |       |
| Národní knihovna ČR – Národní digitální knihovna        | Česko         | 74524240                            | 13248433                            | 43687094                            | ✔     |
| Moravská zemská knihovna v Brně                         | Česko         | 69848688                            | 8855471                             | 39782697                            | ✔     |
| Slovenská národná knižnica – DIKDA                      | Slovensko     | 61408376                            | 3956329                             | 15008591                            |       |
| Národní knihovna ČR – Kramerius 3                       | Česko         | 8733708                             | ?                                   | 0                                   |       |
| Knihovna Akademie věd ČR                                | Česko         | 5133188                             | 2503315                             | 1905693                             | ✔     |
| Vědecká knihovna v Olomouci                             | Česko         | 3706160                             | 3209541                             | 0                                   |       |
| Jihočeská vědecká knihovna v Českých Budějovicích       | Česko         | 3116368                             | 1812132                             | 0                                   |       |
| DiFMOE                                                  | Německo       | 2432048                             | 2426664                             | 0                                   |       |
| Digitální studovna Ministerstva obrany ČR               | Česko         | 2360779                             | 2354450                             | 0                                   |       |
| Studijní a vědecká knihovna v Hradci Králové            | Česko         | 2126969                             | 959305                              | 1069152                             | ✔     |
| Národní lékařská knihovna                               | Česko         | 2072730                             | 1023170                             | 0                                   |       |
| Krajská vědecká knihovna v Liberci                      | Česko         | 1783392                             | 957197                              | 0                                   |       |
| Městská knihovna v Praze                                | Česko         | 1668263                             | 895197                              | 0                                   |       |
| Digitální knihovna projektu EoD Open                    | Evropská unie | 1653303                             | 848402                              | 0                                   |       |
| Národní muzeum                                          | Česko         | 914214                              | 874454                              | 0                                   |       |
| Moravskoslezská vědecká knihovna v Ostravě              | Česko         | 820947                              | 440062                              | 0                                   |       |
| Studijní a vědecká knihovna Plzeňského kraje            | Česko         | 656757                              | 224206                              | 0                                   |       |
| Knihovna Antonína Švehly                                | Česko         | 637950                              | 499269                              | 0                                   | ✔     |
| Krajská knihovna Vysočiny                               | Česko         | 637413                              | 230721                              | 0                                   |       |
| Národní technická knihovna                              | Česko         | 621670                              | 241860                              | 0                                   |       |
| Český rozhlas                                           | Česko         | 581274                              | 6265                                | 0                                   |       |
| Univerzita Karlova                                      | Česko         | 579691                              | 286542                              | 0                                   |       |
| Univerzita Karlova - Fakulta sociálních věd             | Česko         | 576358                              | 129891                              | 0                                   |       |
| Středočeská vědecká knihovna v Kladně                   | Česko         | 549529                              | 112017                              | 0                                   |       |
| Knihovna Ústeckého kraje                                | Česko         | 520144                              | 127237                              | 158803                              |       |
| Národní filmový archiv                                  | Česko         | 488288                              | 34659                               | 0                                   | ✔     |
| Krajská knihovna Františka Bartoše ve Zlíně             | Česko         | 410292                              | 54695                               | 339855                              |       |
| Muzeum Jindřichohradecka                                | Česko         | 405543                              | 308930                              | 0                                   |       |
| Knihovna Západočeského muzea                            | Česko         | 383963                              | 72798                               | 0                                   |       |
| Institut umění - Divadelní ústav                        | Česko         | 300493                              | 66438                               | 0                                   |       |
| Centrum vedecko-technických informácií SR               | Slovensko     | 259934                              | 259934                              | 0                                   |       |
| Krajská knihovna Karlovy Vary                           | Česko         | 254002                              | 145787                              | 0                                   |       |
| Národní archiv                                          | Česko         | 250992                              | 250992                              | 0                                   |       |
| Vysoká škola ekonomická v Praze                         | Česko         | 219457                              | 139806                              | 0                                   |       |
| Mendelova univerzita v Brně                             | Česko         | 218152                              | 189716                              | 0                                   |       |
| Židovské muzeum v Praze                                 | Česko         | 188154                              | 92786                               | 0                                   |       |
| Krajská knihovna v Pardubicích                          | Česko         | 172401                              | 31109                               | 0                                   | ✔     |
| Národní pedagogické muzeum J. A. Komenského             | Česko         | 128454                              | 79966                               | 0                                   |       |
| Výzkumný ústav geodetický, topografický a kartografický | Česko         | 125469                              | 71578                               | 0                                   |       |
| Muzeum východních Čech v Hradci Králové                 | Česko         | 120315                              | 0                                   | 0                                   |       |
| Uměleckoprůmyslové museum v Praze                       | Česko         | 95525                               | 11652                               | 0                                   |       |
| Lesnický a myslivecký digitální archiv                  | Česko         | 90088                               | 90088                               | 0                                   |       |
| Univerzita Karlova - 1. lékařská fakulta                | Česko         | 77149                               | 21231                               | 0                                   |       |
| Národní ústav lidové kultury                            | Česko         | 40711                               | 23460                               | 0                                   |       |
| Vysoká škola uměleckoprůmyslová v Praze                 | Česko         | 30244                               | 8360                                | 0                                   |       |
| Husitské muzeum v Táboře – dlouhodobě nedostupné        | Česko         | 27814                               | 27814                               | 0                                   |       |
| Městská knihovna Česká Třebová                          | Česko         | 21861                               | 21861                               | 0                                   |       |
| Historický ústav AV ČR – dlouhodobě nedostupné          | Česko         | 80                                  | 80                                  | 0                                   |       |
| Slezská univerzita v Opavě – dlouhodobě nedostupné      | Česko         | ?                                   | ?                                   | 0                                   |       |